# Univerzitetni roman
Univerzitetni roman ali akademski roman (angl. campus/academic novel, nem. Universitätsroman) je roman, ki se ukvarja z analizo univerzitetnega utripa, zanj je značilna kritična ost, uperjena zoper univerzitetni režim, odnosi med nasprotujočimi si akademskimi poli so psihološko dodelani, prisoten je resnejši konflikt. Dogajalni kraj je fakulteta oziroma univerza z okolico.
Žanr se je razvil sredi 20. stoletja. Prvi pomembnejši roman tega žanra je The Groves of Academe avtorice Mary McCarthy, ki je izšel leta 1952. Prvine tega žanra pa srečamo že v nekaterih delih po letu 1925.

## Primeri
- The Groves of Academe, Mary McCarthy (1952)
- Srečni Jim (Lucky Jim), Kingsley Amis (1954, prev. 1981) (COBISS)
- Anglosaško vedenje (Anglo-Saxon Attitudes), Angus Wilson (1956, prev. 1988) (COBISS)
- The War Between the Tates, Alison Lurie (1974)
- Tihi svet Nicholasa Quinna (The Silent World of Nicholas Quinn), Colin Dexter (1977, prev. 2001) (COBISS)
- Indignation, Philip Roth (2008)
- University Shambles, C. J. Rhodes (2009)
- Crump, P. J. Vanston (2010)